# Grigori Aleksandrov

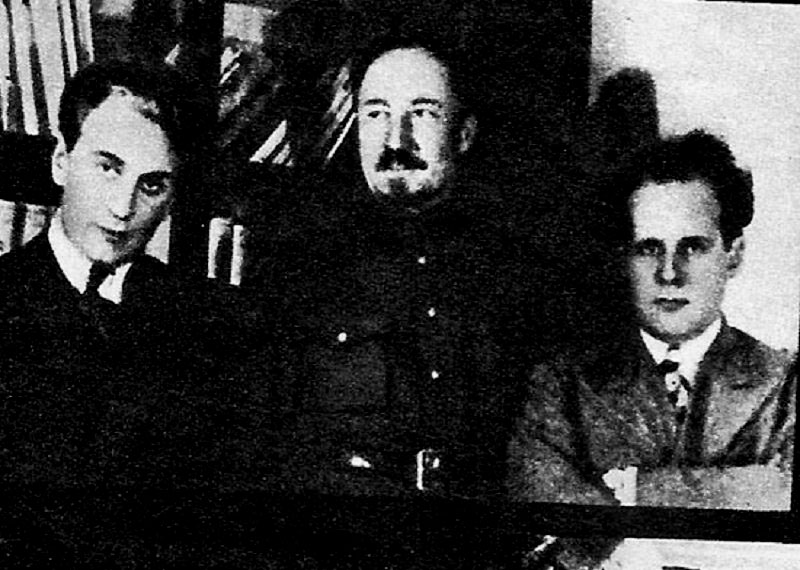
Grigori Aleksándrov, Nikolái Podvoiski y Serguéi Eisenstein (de izda. a dcha.). Años 1930

Grigori Vasílievich Aleksándrov o Alexándrov (en ruso: Григорий Васильевич Александров; apellido original de Мормоненко o Mormonenko; 23 de enero de 1903 - 16 de diciembre de 1983) fue un prominente director de cine soviético que fue nombrado como Artista del Pueblo de la URSS en 1947, y Héroe del Trabajo socialista en 1973. Fue galardonado con los Premios Stalin en 1941 y 1950.
Inicialmente asociado con Serguéi Eisenstein, con quien trabajó como codirector, guionista y actor, Aleksándrov se convirtió en un gran director por derecho propio en la década de 1930, cuando dirigió Los alegres muchachos y una serie de otras comedias musicales protagonizadas por su esposa Liubov Orlova.
Aunque Aleksándrov permaneció activo hasta su muerte, sus musicales, entre los primeros hechos en la Unión Soviética, siguen siendo sus películas más populares.

## Primeros años y colaboración con Eisenstein
Aleksándrov nació como Grigori Vasílievich Mormonenko en Ekaterimburgo (Imperio ruso) en 1903. A partir de los nueve años, Aleksándrov realizó trabajos esporádicos en el Teatro de Ópera y Ballet de Ekaterimburgo, hasta llegar a ser ayudante de dirección. También estudió música en la Escuela de Música de Ekaterimburgo, donde se graduó en 1917.
Aleksándrov llegó a Moscú después de estudiar dirección y dirigir brevemente un cine. En 1921, mientras actuaba en el Teatro Proletkult, conoció a un joven de 23 años, Serguéi Eisenstein. En 1923, Aleksándrov obtuvo el papel principal en la adaptación de Eisenstein de la comedia de 1868 de Aleksandr Ostrovski Suficiente estupidez en todo hombre sabio (Na vsyákovo mudretsá dovolno prostotý) y en la primera película de Eisenstein El diario de Glúmov (Дневник Глумова, Dnevnik Glúmova, 1923), un cortometraje que se incluyó en la obra.
Eisenstein y Aleksándrov colaboraron en varias obras de teatro antes de que Eisenstein realizara su primer largometraje, La huelga (Стачка, Stachka, 1924), que Aleksándrov coescribió con Eisenstein, 	
Iliá Kravchunovski y Valerián Pletniov. A continuación, llegó la emblemática película El acorazado Potemkin (Броненосец Потёмкин, Bronenósets Potiomkin, 1925) de Eisenstein, en la que Aleksándrov interpretó a Ippolit Guiliarovski. Aleksándrov codirigió los dos siguientes largometrajes de Eisenstein, Octubre (Октябрь, Oktyabr, 1928) y La línea general (Старое и новое, Stároe i nóvoe, 1929), que fueron también sus últimos trabajos de la época muda.
Junto con el otro gran colaborador de Eisenstein, el director de fotografía Eduard Tissé, Aleksándrov se unió al director cuando éste llegó a Hollywood a principios de los años treinta. También viajó con ellos a México para el rodaje de un proyecto no realizado de Eisenstein sobre el país. En 1979, Aleksándrov realizó una versión editada de ese material, conocida como ¡Qué viva México!.

## Honores y premios
- Orden de la Estrella Roja (11 de enero de 1935)
- Premios Stalin: primera clase (1941) - para la película "Circo" (1936) y "Volga-Volga" (1938)
  - Primera clase (1950) - por la película "Encuentro en el Elba" (1949)
- Artista del Pueblo de la URSS (1948)
- Héroe del Trabajo socialista (1973)
- Tres órdenes de Lenin
- Orden de la Bandera Roja del Trabajo, tres veces.
- Orden de la Amistad de los pueblos (21 de enero de 1983)